# فرزندپروری (فیلم)
فرزندپروری (به انگلیسی: The Parenting) یک فیلم کمدی ترسناک آمریکایی محصول سال ۲۰۲۵ به کارگردانی کریگ جانسون و نویسندگی کنت سابلت است. نیک دودانی، برندون فلین، پارکر پوزی، ویویان بنگ، لیسا کودرو، دین نوریس، برایان کاکس و ادی فالکو در این فیلم ایفای نقش می‌کنند.

## داستان
یک زوج همجنس‌گرای جوان، روهان و جاش، میزبان تعطیلات آخر هفته با والدین‌شان در خانه‌ای روستایی هستند. هنگامی‌که این سه زوج وجود یک موجود شیطانی ۴۰۰ ساله را کشف می‌کنند، اوضاع دگرگون می‌شود.

## بازیگران
- نیک دودانی
- برندون فلین
- پارکر پوزی
- ویویان بنگ
- لیسا کودرو
- دین نوریس
- برایان کاکس
- ادی فالکو

## تولید
در ۲۶ ژانویه ۲۰۲۱، نیو لاین سینما یک پروژه کمدی ترسناک نوشته کنت سابلت را با کارگردانی کریگ جانسون آغاز کرد. بازیگران در مارس ۲۰۲۲ معرفی شدند. پس از خواندن جدولی از طریق زوم در ۱۹ مارس، فیلمبرداری در ۲۵ مارس ۲۰۲۲ در ماساچوست آغاز شد.

## انتشار
این فیلم در تاریخ ۱۳ مارس ۲۰۲۵ در مکس پخش شد.